# مقاطعة فيجل
مقاطعة فيجل هي إحدى مقاطعات الدانمارك السابقة.